# NGC 21
NGC 21 este o galaxie spirală din constelația Andromeda. Denumirea de NGC 29 este sinonimă. A fost descoperită de William Herschel în 1790. Lewis Swift a observat-o din nou în 1885, conducând la duplicarea în New General Catalogue.

## Vezi și
- NGC 20
- NGC 22